# Home Alone 4
Ở nhà một mình 4: Trở lại nhà hay ngắn hơn là Ở nhà một mình 4 (tiếng Anh: Home alone 4: Taking back the house) là một bộ phim nằm trong series phim "Ở nhà một mình". Phim này được sản xuất vào năm 2002, sau "Ở nhà một mình 3" kết thúc.
Phim này được trình chiếu đầu tiên tại Hoa Kỳ vào năm 2002. Sau đó vào năm 2005 phim này được phát sóng tại Việt Nam và nhiều nước khác trên thế giới. Phim này đã có phụ đề và thuyết minh tiếng Việt.

## Cốt truyện
Giáng sinh đã đến, nhóc tì Kevin được đến nhà cô Natalie. Lần này Kevin lại được sống ở trong ngôi nhà hoàng gia lộng lẫy có rất nhiều thứ hiện đại.
Người cha Peter rất ngưỡng mộ căn nhà đó, tuy nhiên người cha không sống với mẹ cậu mà lại sống với cô Natalie vì cả hai ly dị nhau. Kevin chần chừ không biết hưởng thụ niềm vui giáng sinh cùng với ai. Trước đó ở nhà cũ, chú bé bị hai anh chị gái của mình là Buzz và Megan đối xử rất thậm tệ. Khi ở nhà mới, chú bé rất thích thú vì có điều khiển từ xa để mở cửa và làm được nhiều việc khác. Ở đó chú sống cùng ông trẻ là quản gia. Có hai tên cướp là Marv và Vera đang rình mò khu biệt thự này. Kevin biết chuyện đó và chú bé mở vòi nước làm nước tràn ra tung tóe làm ngập cả căn nhà. Bà chủ nhà là một người làm bếp vè đồng thời cũng là đồng lõa của bọn trộm.
Khi Kevin nói cho mọi người biết thì chẳng ai tin và Kevin buộc phải tự tay bắt chúng. Sau đó bà chủ nhà và hai tên trộm bị bắt và cô Natalie khóc vì buồn bã. Sau đó gia đình xin lỗi và đã hưởng thụ mùa giáng sinh vui vẻ dưới tuyết.

## Diễn viên
- Mike Weinberg - Kevin McCallister
- French Stewart - Marv Merchants
- Missi Pyle - Vera Merchants
- Erick Avari - Prescott
- Barbara Babcock - Molly
- Joanna Going - Natalie
- Jason Beghe - Peter McCallister
- Clare Carey - Kate McCallister